# Placenta (Wort für Gebäck)
Placenta war eine Bezeichnung für Gebäck im antiken Rom. Der antiken Überlieferung zufolge handelte es sich meist um süße Einzelstücke und Kuchen, deren Rezepturen und Namen von Region, Zeit, Mode und Zweck abhingen.
Als Kuchen (meistens placenta, aber auch libum, scriblita usw. genannt) wurde jedes Gebäck bezeichnet, welches außer den Zutaten für Brot noch andere wie Süßungsmittel, Milch, Fett, Eier oder Gewürze  enthielt. Im spezifischeren Sinn war ein Kuchen mit runder Form gemeint, der flach, aber auch tortenförmig sein konnte.
Das älteste überlieferte Placenta-Rezept stammt von Cato dem Älteren und beschreibt einen aus vielen Teigschichten aufgebauten Kuchen von rund 30 cm Durchmesser, gefüllt mit einer Mischung aus Käse und Honig, der auf einer Unterlage aus Lorbeerblättern gebacken und dann mit Honig überzogen wurde. Catos placenta war eine sehr große, schwere Schichttorte aus feinem Mehl, eingeweichten Graupen, frischem Schafkäse und Honig. Boden und Zwischenböden wurden aus Mehl- und Graupenteig hergestellt, die nach dem Trocknen mit Olivenöl bestrichen und mit einer Füllung aus mit Honig gesüßtem, passiertem Käse gefüllt wurden. Auf den ausgebreiteten Kuchenboden wurden diese „Fladen“ mit dem Käse aufgebaut und am Ende der Bodenteig um und über die ganze „Torte“ geschlagen. Die in Olivenöl getränkten Lorbeerblätter unter der Placenta sollten ein Anbrennen verhindern. Das Ergebnis wurde mit einem irdenen Gefäß bedeckt und langsam sub testo gebacken.
Diese Art der Nachspeise wird in griechischen Texten von Archestratos von Gela und Antiphanes erwähnt, dort plakous (altgriechisch πλακοῦς) genannt. Möglicherweise ist es als Vorgänger von Baklava anzusehen.

## Etymologie
Das lateinische Wort placenta leitet sich vom griechischen plakous (altgriechisch πλακοῦς, Genitiv πλακοῦντος plakountos) für dünne, geschichtete Fladen ab, das auch Basis für das Wort plakounta für einen griechischen Kuchen aus vielen Teigblättern, gefüllt mit Käse und Honig war. Eine Wortverwandtschaft mit lateinisch placere („gefallen, gefällig sein, eben sein, hübsch sein“) und placare („ebnen“) ist möglich.
Laut Athenaios wurde das griechische Wort vom Adjektiv πλακόεις plakoeis, deutsch ‚flach‘ abgeleitet. Zudem konnte der griechische Begriff auch die allgemeine Bedeutung „Kuchen“ haben, von dem sich zum Beispiel das griechische Wort für „Kuchenbäcker“ (πλακουντοποιός plakuntopoiós) ableitete.
Der Begriff Plazenta für den sich während der Schwangerschaft von Säugetieren entwickelnden Mutterkuchen wurde 1559 von Realdo Colombo und möglicherweise auch von Gabriele Falloppio in die Anatomie eingeführt.

## Geschichte
Allgemein wird angenommen, dass die placentae auf Rezepte aus dem antiken Griechenland zurückgehen. Im 5. Jahrhundert v. Chr. berichtet Philoxenos von Kythera in seinem Gedicht „Der Schmaus“, dass die Gastgeber zum letzten Gang einer Mahlzeit ein Gericht aus Käse, Milch und Honig servierten, das zu einem Kuchen gebacken wurde.
Eine frühe griechische Erwähnung von plakous als Nachspeise (oder Zwischenmahlzeit) stammt aus den Gedichten des im 4. Jahrhundert v. Chr. wirkenden Archestratos von Gela. Er beschreibt, dass plakous mit Nüssen und Trockenfrüchten serviert wird, und lobt die mit Honig getränkte Athener Version von plakous.

Sein Zeitgenosse, der griechische Komödiendichter Antiphanes, lieferte eine kunstvolle, in ein Rätsel gehüllte Beschreibung des plakous mit Honig, Ziegenkäse und Weizenmehl als Hauptzutaten: 
„A: ‚Der flinken Biene Flüssigkeit aber gemischt mit dem geronnenen Ausfluss der meckernden Ziege, ausgelegt auf flacher Form und reichlich bedeckt von der rein-jungfräulichen Tochter der Deo mit fein gemahlenen Gewürzen‘, soll ich sagen, oder ganz eindeutig einfach ‚Kuchenfladen‘ [plakounta]? B: Kuchenfladen, bitte!“.
Später, im Jahr 160 v. Chr., lieferte Cato der Ältere in seinem Werk De agri cultura ein Rezept für placenta. Dieses sieht der Kulturhistoriker Andrew Dalby zusammen mit Catos anderen Dessertrezepten als in der „griechischen Tradition“ stehend und möglicherweise aus einem griechischen Kochbuch kopiert an.
„[…] und forme die Placenta. Einzelne Fladen lege zuerst über den ganzen Kuchenboden: hierauf bestreiche die Fladen aus der Schüssel, gib die Fladen einzeln hinzu, bestreiche sie ebenfalls solange, bis du allen Käse samt dem Honig aufgebraucht hast. Auf die Oberfläche lege einzelne Fladen, hernach ziehe den Boden zusammen und richte ihn her […]; den Herd ... temperiere ihn gut, dann setze die Placenta darauf; bedecke sie mit einer warmen Schüssel, bedecke sie oben und ringsum mit Kohlen. […] Wenn sie gebacken ist, nimm sie heraus und bestreiche sie mit Honig.“ (Cato der Ältere, De agri cultura)

## Erbe
Über ihren byzantinisch-griechischen Namen plakounta wurde die Süßspeise in die armenische Küche als plagindi, plagunda und pghagund, allesamt „Kuchen aus Brot und Honig“, übernommen. Aus dem letztgenannten Begriff entstand der spätere arabische Name iflaghun, der im mittelalterlichen arabischen Kochbuch Wusla ila al-habib als Spezialität der kilikischen Armenier erwähnt wird, die sich im südlichen Kleinasien und in den benachbarten Kreuzfahrerkönigreichen Nordsyriens niedergelassen hatten.
Andere Varianten des griechisch-römischen Gerichts überdauerten bis in die Neuzeit in Form der rumänischen plăcintă (ein gebackenes, flaches Gebäck mit Käse) und der österreichischen Palatschinken (ein sehr dünner kreppartiger Pfannkuchen; auch im Balkan, in Mittel- und Osteuropa verbreitet).